# ジム・ギャロウェイ
ジム・ギャロウェイ（Jim Galloway、1936年7月28日 - 2014年12月30日）は、ジャズ・クラリネット奏者、サクソフォーン奏者。1960年代半ばにスコットランドから移住し、カナダを拠点に活動した。

## 生い立ちと教育
ギャロウェイはスコットランド、エアシャー州キルウィニングに生まれた。グラスゴー美術学校でグラフィックデザインを学んだ。また、クラリネットとアルト・サクソフォーンも学び、グラスゴーの地元ライブ・ハウスで演奏を始めた。

## 略歴
ギャロウェイは、1964年にトロントに移住した。短期間、グラフィックデザイナーとして働き、メトロ・ストンパーズなどの地元バンドで演奏を行った。1970年代半ばにはバディ・テイトと共にヨーロッパとアメリカをツアーし、その後すぐにウィー・ビッグバンドを結成した。
ギャロウェイは自身のバンドと他の著名なジャズ・ミュージシャンたちとの共演を通じて、数多くのジャズ・アルバムをレコーディングした。アルバム『Walking on Air』は、1980年のジュノー賞で最優秀ジャズ・アルバムにノミネートされた。
彼はトロント・ジャズ・フェスティバルの共同創設者の一人であり、1987年から2009年まで音楽監督を務めた。2002年にはフランスの芸術文化勲章シュヴァリエを授与されている。
ギャロウェイは2014年12月30日、トロントで緩和ケアを受けながら亡くなった。彼の生涯を描いたドキュメンタリー映画『Jim Galloway: A Journey in Jazz』が、2018年にTVオンタリオで放映された。

## ディスコグラフィ

### リーダー・アルバム
- Three Is Company (1976年) ※with ディック・ウェルスタッド、ピート・マガディーニ
- Jim Galloway / The Metro Stompers (1977年) ※with メトロ・ストンパーズ
- Walking on Air (1979年)
- Bojangles (1981年)
- Thou Swell (1981年) ※with ジェイ・マクシャン、ドン・トンプソン、テリー・クラーク
- At The Bern Jazz Festival (1983年) ※with ドク・チータム、イアン・バーグ
- The Sackville All Stars Christmas Record (1986年) ※with ラルフ・サットン
- A Tribute To Louis Armstrong (1988年) ※with ラルフ・サットン
- Jim & Jay's Christmas (1992年) ※with ジェイ・マクシャン
- Wee Big Band (1993年)
- Live at the Green Dolphin - Cape Town, South Africa (Vol. 1 & 2) (1996年)
- Pocketful of Dreams (1997年) ※with ラルフ・サットン
- What's New (1997年) ※with ボブ・バーナード、アンリ・シェイ
- At the Ball (1998年) ※with エド・ポルサー
- Raisin' the Roof (1998年) ※with アラン・ヴァシェ
- Music Is My Life (2001年) ※with ディック・ウェルスタンド、ハンフリー・リトルトン
- Live in Toronto (2010年) ※with ヴィック・ディッケンソン。1973年録音